# De Silmarillion
De Silmarillion is een boek dat gebaseerd is op teksten van J.R.R. Tolkien. Het werd in 1977, vier jaar na zijn dood, samengesteld en uitgegeven door zijn zoon Christopher Tolkien. De titel refereert aan een drietal juwelen, de Silmarillen, vervaardigd door de elf Fëanor.
In dit boek wordt onder andere het ontstaan van Midden-aarde beschreven, en hoe het Kwaad in de wereld komt. Het tijdsbestek beslaat de eerste drie era's van de wereld en de schepping die eraan voorafging. Eigenlijk is de Silmarillion niet één boek, maar een compilatie van meerdere boeken: Ainulindalë (het scheppingsverhaal), Valaquenta (het verhaal van de Valar), Quenta Silmarillion (het verhaal van de Silmarillen), Akallabêth (de val van Númenor) en Over de Ringen van Macht en de Derde Era.

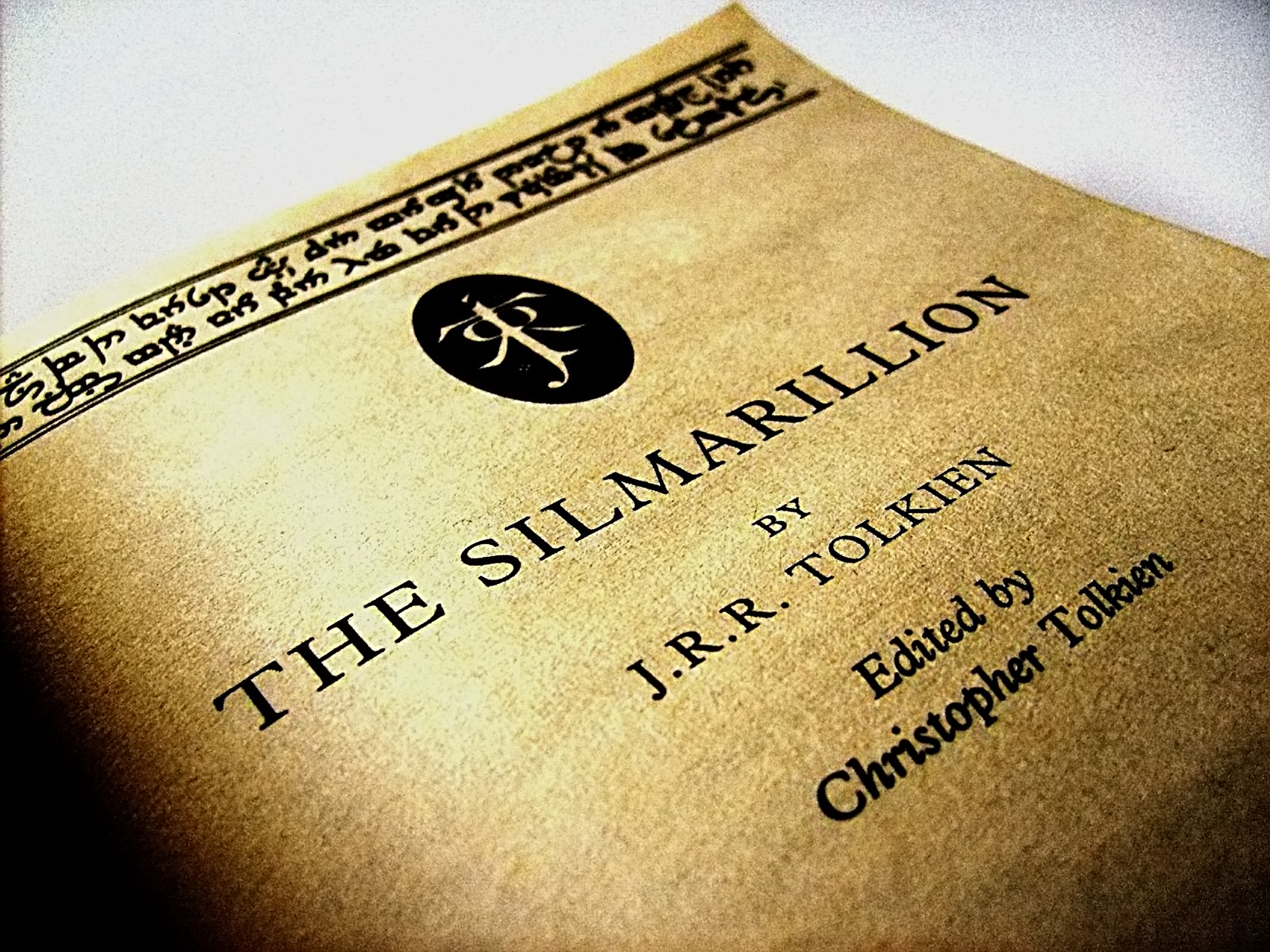
Titelpagina van een Engelse uitgave van De Silmarillion

## Ainulindalë & Valaquenta
In de eerste boeken Ainulindalë en Valaquenta wordt de schepping van de Ainur door Eru Ilúvatar beschreven en de muziek die zij voor hem maken. Door deze muziek krijgt de wereld gestalte, waarin sommigen van de Ainur vervolgens afdalen, de Valar. De geschiedenis van Midden-aarde werd beheerst door de voortdurende strijd met de slechte Vala Melkor (later ook bekend als Morgoth).

## Quenta Silmarillion
Quenta Silmarillion, het derde boek, is het centrale verhaal van de Silmarillion en ook verreweg het langst. De belangrijkste personages in het boek zijn de koningen van de Noldor, een elfengeslacht, en enkele menselijke helden. Samen binden zij de strijd aan tegen Morgoth, de vijand, in de hoop de Silmarillen, die hij gestolen heeft, te herwinnen. Het is echter van het begin af aan duidelijk dat hun strijd hopeloos is, omdat de Noldor hun oorlog tegen de wil van de Valar begonnen zijn en bovendien onderling strijd voeren. Hoogtepunten zijn het verhaal van Beren en Lúthien, het verhaal van Túrin Turambar en het verhaal van Eärendil. Ook Elrond en Galadriel spelen een bescheiden rol in deze verhalen.

### In Valinor
De wereld is geschapen door Eru, de Ene God, ook wel Ilúvatar genoemd. Ilúvatar speelt echter nauwelijks een actieve rol in het boek.
De wereld wordt geregeerd door de Valar, die veel macht van hem ontvangen hebben en ook onsterfelijk zijn. Vanaf het begin der tijden zijn zij verwikkeld in een strijd met Melkor (Morgoth), oorspronkelijk de machtigste van alle Valar, vergelijkbaar met Lucifer, de gevallen engel, die een vaste plaats heeft in de christelijke gedachtewereld.
Valinor is het land in het verre westen van de wereld waar de Valar leven. De Valar Yavanna en Nienna hebben hier in het begin der tijden twee bomen, Telperion en Laurelin, doen ontkiemen. Aangezien beide bomen licht en warmte geven zijn zij de belangrijkste bron van alle leven op aarde. De elf Fëanor - samen met Melkor waarschijnlijk de belangrijkste persoon van het boek - heeft het licht van de Twee Bomen van Valinor vereeuwigd in de Silmarillen. Als de bomen vernietigd worden door Melkor, is dit dan ook een catastrofe van welhaast kosmische omvang. De ramp is nog groter doordat Melkor tegelijkertijd de Silmarillen rooft en de juwelen in zijn kroon plaatst.

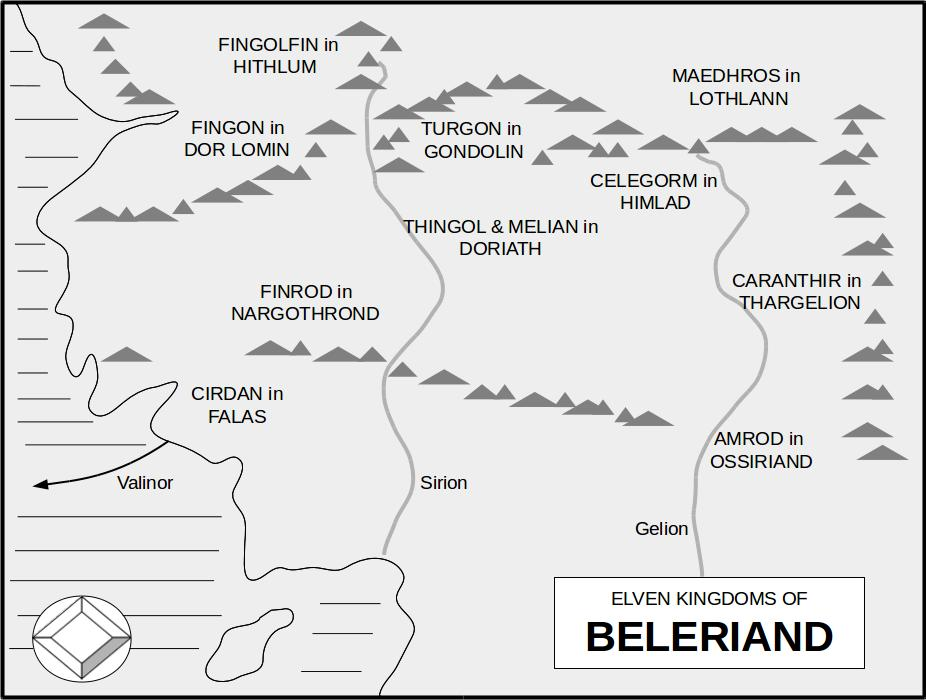
Beleriand

De gehele geschiedenis van Midden-aarde kan verdeeld worden in de tijd voor en de tijd na de vernietiging van de Twee Bomen van Valinor. Zon en maan worden pas vervaardigd na de vernietiging van de bomen; het zijn de laatste vruchten van de afgestorven bomen. De mens ontwaakt als de zon voor de eerste maal opkomt. Voor de Elfen is de tijd van verval aangebroken: zij zullen langzaam wegkwijnen of naar het verre westen afreizen.

### In Beleriand
Na de roof van de Silmarillen geeft Fëanor aan Melkor de naam Morgoth, de Zwarte Vijand van de Wereld. Hij besluit hem te achtervolgen naar Midden-aarde om de gestolen juwelen te herwinnen. Deze oorlog duurt ruim vijfhonderd jaar en is voor de Noldor uiteindelijk een grote tragedie: hun koningen worden een voor een verslagen en hun koninkrijken vernietigd. De Valar houden zich al die tijd geheel afzijdig; zij maken ieder verkeer tussen Valinor en Midden-aarde onmogelijk. Het boek ademt dan ook een uitgesproken tragische, maar tegelijkertijd heroïsche sfeer.
Melkor is ook de leermeester van de Maia Sauron (ook wel Gorthaur genoemd). Hij wordt verder bijgestaan door talloze demonische wezens, waaronder de draak Glaurung en Gothmog, de aanvoerder van de balrogs.
Uiteindelijk zullen de Valar, geholpen door Elfen en mensen, Melkor/Morgoth verslaan en de misdaden van de Noldor vergeven. De Silmarillen hebben hun definitieve plaats gekregen: één werd met het schip van Eärendil aan de hemel geplaatst. De andere twee zijn verdwenen in de diepten van de aarde en de zee.

## Over de Ringen van macht

De tekst op de Ene Ring.

In Over de Ringen van macht, het verhaal dat de voorgeschiedenis vormt van In de ban van de ring, is Sauron de duistere heerser die de Ene Ring smeedt. Hij wordt uiteindelijk verslagen door een coalitie van Gil-galad, de laatste koning van de Noldor, en de mens Elendil, koning van Arnor en Gondor. Beiden sneuvelen tijdens dit laatste gevecht. Saurons Ene Ring wordt door Elendils zoon Isildur in bezit genomen als weergeld voor de dood van zijn vader. Isildur heeft echter niet lang plezier van de ring, op de weg terug naar huis komt hij om bij een overval door Orks en gaat de ring, die daarom ook wel Isildurs vloek genoemd wordt voor lange tijd verloren.
De Ene Ring wordt uiteindelijk gevonden door de hobbits Déagol en Sméagol en later (beschreven in het boek De Hobbit) door Bilbo Balings. De vernietiging van de Ring aan het einde van de Derde Era door Bilbo's neef Frodo Balings (beschreven in de In de Ban van de Ring-trilogie) wordt in dit deel van de Silmarillion kort beschreven.
Met de vernietiging van de Ring eindigt ook de aanwezigheid van de Elfen in Midden-Aarde. Als de Vierde Era is aangebroken verlaten de laatste Elfen per schip Midden-Aarde.

## Waardering
De Silmarillion is geen makkelijk toegankelijk boek, maar wel essentieel om de ontwikkeling van Midden-aarde te kunnen doorgronden. De belangrijkste bronnen waren Germaanse heldenverhalen (o.a. de Edda) en de katholieke belevingswereld waarin Tolkien was grootgebracht. Voor Tolkien zelf was de Silmarillion zijn belangrijkste werk, dat hij nooit voltooide omdat hij tot het einde toe ingrijpende wijzigingen bleef aanbrengen.

## Invloed op muziek
- De Britse rockgroep Marillion ontleent zijn naam aan de Silmarillion. Toen de bandleden een naam moesten bedenken, lag het boek toevallig op tafel en ze besloten zich Silmarillion te noemen. Later lieten ze, om juridische problemen te voorkomen, de letters "Sil" vallen en Marillion was geboren.
- De Duitse powermetalband Blind Guardian bracht in 1998 het concept-album Nightfall in Middle-Earth uit, dat grotendeels gebaseerd is op de Silmarillion.
- De Nederlandse componist Johan de Meij componeerde in 2019 zijn Symfonie nr. 5, "Return to Middle Earth" gebaseerd op de Silmarillion.
- Het nummer The Silmarillia van tranceproducer Carlos uit 1997 ontleent zijn naam aan het boek.

Ainulindalë · Valaquenta · Quenta Silmarillion · Akallabêth · Over de Ringen van Macht en de Derde Era
Beren and Luthien · Blad van Klein · Boer Gilles van Ham · De avonturen van Tom Bombadil · De Hobbit · De kinderen van Húrin · De Silmarillion · In de ban van de ring · Nagelaten vertellingen · Roverandom · The Return of the Shadow
- Biblioteca Nacional de España: XX2206994
- Bibliothèque nationale de France: cb11957451k (data)
- Gemeinsame Normdatei: 4436473-8
- Library of Congress Control Number: n79102638
- MusicBrainz work: f34c6cbb-1178-45da-9f94-0d20f42b27ba
- Nationale Bibliotheek van Tsjechië: aun2006373560
- Nationale Bibliotheek van Israël: 987007599613905171
- Système universitaire de documentation: 120277859
- Virtual International Authority File: 183065413